# Caimanera
Caimanera is een gemeente in de provincie Guantánamo in Cuba op de westoever van de Guantánamobaai. De plaats is de havenplaats voor het 18 kilometer noordelijker gelegen Guantánamo en heeft daarmee een spoorwegverbinding. De plaats ligt net ten noorden van de Amerikaanse legerbasis Guantánamo Bay. In de haven wordt voornamelijk suikerriet en koffie verscheept.
De gemeente bestaat uit vijf dorpen (asentamiento poblacional): Boquerón, Caimanera, Cayamo, Glorieta en Hatibonico.

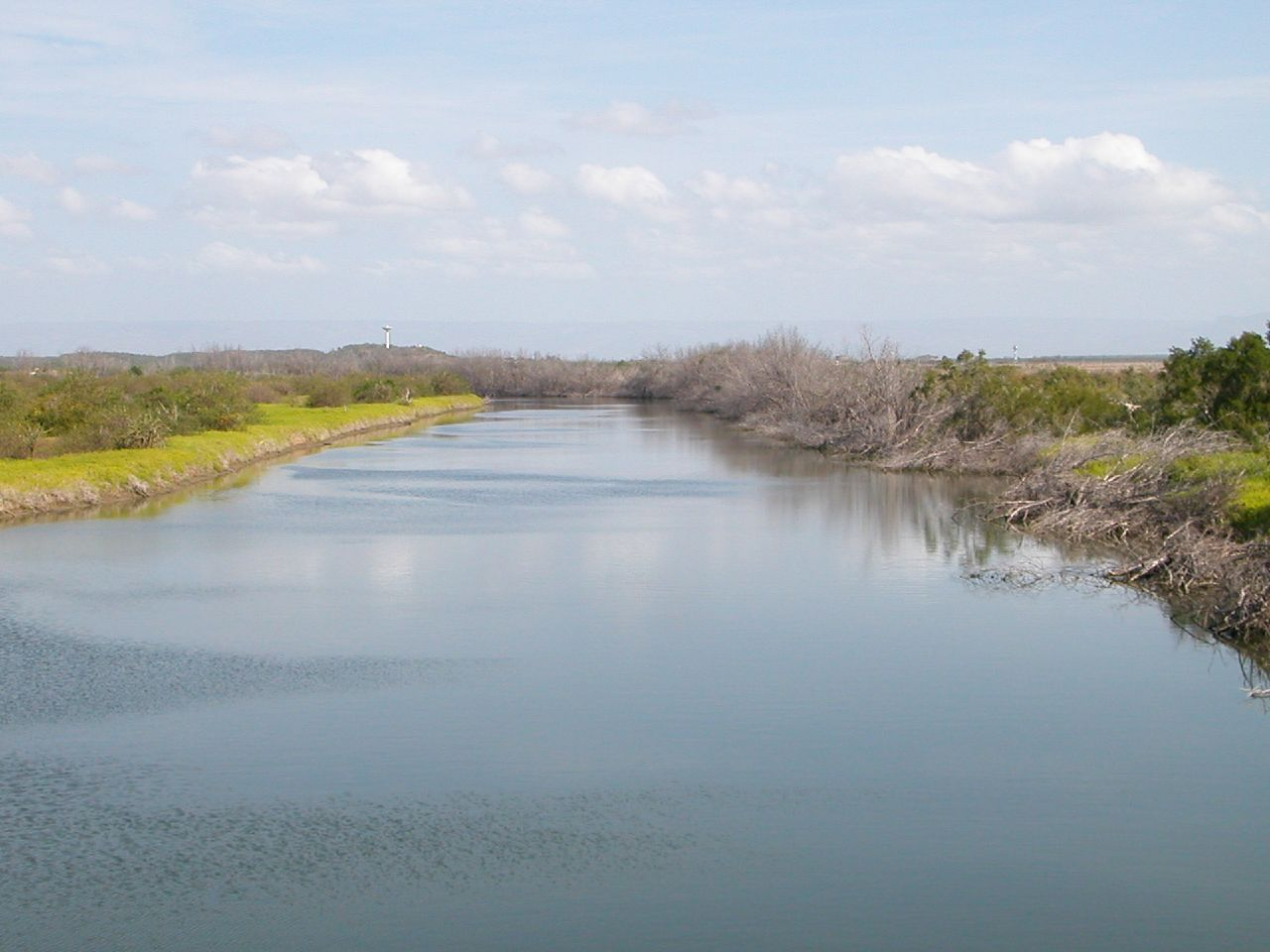
Caimanera op de achtergrond